# Werbe-ID
Eine Werbe-ID ist eine eindeutige an ein Mobiltelefon oder Computer gebundene Kennung zur Verfolgung von Verbrauchern über verschiedene Dienste hinweg.

## Implementierungen
- Apple nennt seine Implementierung Identifier for Advertisers (IDFA).
- Google nennt seine Implementierung Google Advertising ID (GAID).
- Microsoft verwendet eine ähnliche Technologie mit dem Namen Advertising ID.[2]